# Cléver Jiménez
José Cléver Jiménez Cabrera (17 de septiembre de 1969) es un político ecuatoriano. Entre los cargos que ha ocupado se encuentran el de Prefecto de la provincia de Zamora Chinchipe (2019-2023) y asambleísta nacional para los periodos 2009-2013 y 2013-2017, aunque el segundo periodo solo lo cumplió hasta marzo de 2014, cuando fue sentenciado a 18 meses de prisión por injurias en contra del presidente Rafael Correa y destituido de su cargo.

## Biografía
Inició su carrera en Pachakutik como miembro del Tribunal Provincial Electoral de Zamora Chinchipe. En las elecciones del 2009 sería su primera participación para una representación por elección, formando parte de la lista nombrada como Alianza 18-15 por la Dignidad de Zamora Chinchipe, alianza provincial entre el movimiento Pachakutik y el Movimiento Popular Democrático. Ganaría el curul para el Primer período legislativo de la Asamblea, integrando en este tiempo la Comisión de los Derechos Colectivos, Comunitarios y la Interculturalidad, propuso varios proyectos de ley, como las Reformas a la Ley de Minería, calificada por el CAL el 31 de octubre de 2010.
En el 2013 sería reelecto por amplia mayoría en la lista de la Unidad Plurinacional de las Izquierdas para el Segundo período legislativo, pero no podría culminar este periodo, pues luego de acusar en 2011 al presidente Rafael Correa durante los hechos del 30-S de crimen de lesa humanidad, fue demandado y sus declaraciones señaladas como maliciosas y temerarias, por lo que fue sentenciado a 18 meses de prisión el 21 de marzo del 2014.

### Procesos judiciales en su contra
Tras ser condenado, Jiménez perdió su curul el 8 de abril del 2014 y se refugió en la comunidad de Sarayaku y otros sectores del País, junto con Villavicencio y Figueroa, también sentenciados a prisión. El 23 de julio firmaría junto con Villavicencio una carta al Papa Francisco en la que explicaban la situación política en Ecuador.
Para el 2015 quedó prescrita la sentencia, pero en 27 de octubre del 2016 nuevamente, se dictó prisión preventiva contra él y Villavicencio, por el supuesto delito asociado a la divulgación de información protegida, por funcionarios de la Presidencia de la República. Todo empezaría por la denuncia pública, realizada por Jiménez y Villavicencio, sobre la contratación por parte de la Procuraduría General del Estado al Estudio Jurídico Norteamericano Foley Hoag, para que asesore al Estado en el litigio contra Chevron, pese a que este estudio había trabajado para la misma Chevron. En diciembre de 2013 se allanó su despacho legislativo, su vivienda y la de su asesor Fernando Villavicencio, acusados de divulgación de información protegida. Durante ese mismo tiempo, acudió a la Corte Penal Internacional de La Haya a denunciar a Rafael Correa, se presentaría como precandidato presidencial por Pachakutik, perdiendo las elecciones internas ante Lourdes Tibán.
Con el nuevo proceso jurídico en su contra, por presunta divulgación de información reservada, se le ordena prisión preventiva a finales de 2016; luego de varias acciones y presión popular, el 12 de julio de 2017, se le colocó un dispositivo electrónico, cumpliéndose así la disposición de la conjueza Magally Soledispa, quien resolvió sustituir con esta medida la prisión preventiva que pesaba en su contra y la de su exasesor Fernando Villavicencio. El 22 de febrero de 2018 sería declarado inocente.

### Prefectura de Zamora Chinchipe
En el 2018 aceptó la candidatura a la prefectura de Zamora Chinchipe, teniendo que desistir en participar por Pachakutik, al no ponerse de acuerdo con el prefecto de ese entonces, Salvador Quishpe. Para las elecciones formaría una coalición entre Juntos Podemos (MNJP), Unidad Popular (UP), Democracia Sí (MDS), Movimiento Ecuatoriano Unido (MEU) y el Partido Socialista (PSE), resultando electo y ejerciendo sus funciones desde el 14 de mayo de 2019.
Para las elecciones seccionales de 2023 intentó presentarse como candidato a la reelección a la prefectura por el movimiento AMIGO, pero su lista fue descalificada por el Consejo Nacional Electoral tras no presentar el porcentaje requerido de candidatos jóvenes en base al Código de la Democracia, por lo que Jiménez no pudo ser candidato.